# Putzita
La putzita és un mineral de la classe dels sulfurs, que pertany al grup de l'argirodita. Rep el seu nom del Dr. Hubert Putz (1973), de la Universitat de Salzburg, que va descobrir la nova espècie en els seus treballs de camp a Catamarca, i per les seves contribucions significatives a la mineralogia del germani en el jaciment de Capillitas.

## Característiques
La putzita és un sulfur de coure, argent i germani, de fórmula química (Cu4,7Ag3,3)GeS₆. Va ser aprovada per l'Associació Mineralògica Internacional l'any 2002. Cristal·litza en el sistema isomètric. Es troba en forma d'agregats de grans anèdrics, de fins a 3 mm, incrustats en matriu de calcosina predominantment amb relíquies de bornita. La seva duresa a l'escala de Mohs es troba entre 3 i 3,5.
Segons la classificació de Nickel-Strunz, la putzita pertany a «02.BA: sulfurs metàl·lics amb proporció M:S > 1:1 (principalment 2:1) amb coure, argent i/o or», juntament amb els minerals següents: calcocita, djurleïta, geerita, roxbyita, anilita, digenita, bornita, bellidoïta, berzelianita, athabascaïta, umangita, rickardita, weissita, acantita, mckinstryita, stromeyerita, jalpaïta, selenojalpaïta, eucairita, aguilarita, naumannita, cervel·leïta, hessita, chenguodaïta, henryita, stützita, argirodita, canfieldita, fischesserita, penzhinita, petrovskaïta, petzita, uytenbogaardtita, bezsmertnovita, bilibinskita i bogdanovita.

## Formació i jaciments
Va ser descoberta l'any 2002 a la mina Capillitas, dins el complex volcànic Farallón Negro, al departament d'Andalgalá (Catamarca, Argentina), l'únic indret on se n'ha trobat. Sol aparèixer associada a altres minerals com: wittichenita, thalcusita, tennantita, esfalerita, quars, luzonita, galena, calcopirita, calcocita o bornita.